# گوهار هامبارتسومیان
گوهار هامازاسپی هامبارتسومیان (ارمنی: Գոհար Համազասպի Համբարձումյան؛  زادهٔ ۲۸ ژوئن ۱۹۰۷ - درگذشته ۲۶ ژوئن ۱۹۷۹) یک ریاضی‌دان و استاد اهل ارمنستان بود.

## زندگی‌نامه
در ۱۱ ژوئیه [سبک قدیمی: ۲۸ ژوئن] ۱۹۰۷ در تفلیس به دنیا آمد و از دانشگاه دولتی سنت پترزبورگ (۱۹۲۹) فارغ‌التحصیل شد. هامازاسپ هامبارتسومیان پدر و ویکتور هامبارتسومیان برادر وی بودند. وی در دانشگاه دولتی سنت پترزبورگ، دانشگاه ملی پلی‌تکنیک ارمنستان و دانشگاه دولتی ایروان فعالیت می‌کرد.  وی همچنین برنده دانشمند شایسته ارمنستان شوروی (۱۹۶۷) شده است. وی در ۲۶ ژوئن ۱۹۷۹ در سن ۷۱ سالگی در ایروان درگذشت.

## یادداشت
1. ↑  ֆիզիկամաթեմատիկական գիտությունների թեկնածու